# Valldossera
Valldossera – miejscowość w Hiszpanii, w Katalonii, w prowincji Tarragona, w comarce Alt Camp, w gminie Querol.
Według danych INE z 2005 roku miejscowość zamieszkiwały 294 osoby.